# Velký Uzeň
Velký Uzeň (rusky Большой Узень) je řeka v Saratovské oblasti v Rusku a v Západokazachstánské oblasti v Kazachstánu. Je 650 km dlouhá. Povodí má rozlohu 15 600 km².

## Průběh toku
Ústí do bezodtokých Kamyš-Samarských jezer.

## Vodní stav
Zdroj vody je převážně sněhový. Na jaře hladina vody prudce stoupá a řeka se rozlévá, zatímco v létě na některých oddělených úsecích vysychá. Průměrný roční průtok vody u města Novouzensk činí 7,3 m³/s a maximální 393 m³/s. Zamrzá na konci listopadu a rozmrzá v dubnu.

## Využití
Voda se využívá na zavlažování.